# Igreja Católica na Sérvia
A Igreja Católica na Sérvia é parte da Igreja Católica universal, em comunhão com a liderança espiritual do Papa, em Roma, e da Santa Sé. O catolicismo é reconhecido pelo governo como uma das sete religiões tradicionais do país (as outras são a Igreja Ortodoxa Sérvia, Igreja Evangélica Eslovaca, Igreja Cristã Reformada, Igreja Cristã Evangélica, islã e judaísmo), apesar da laicidade do Estado. Existem 356.957 católicos na Sérvia de acordo com o censo de 2011, que representa aproximadamente 5% da população.

## História
A primeira concordata oficial entre o antigo Reino da Sérvia e Santa Sé foi firmada em 24 de junho de 1914. Pelo segundo artigo da Concordata, foi decidido que a Arquidiocese de Belgrado seria criada. Por causa da saída da Primeira Guerra Mundial, essas disposições não puderam ser implementadas, e somente após a guerra novos arranjos foram feitos na divisão territorial.
Em 1918, a Sérvia tornou-se parte do recém-formado Reino da Iugoslávia. Em 1924, a Arquidiocese de Belgrado foi oficialmente criada e o primeiro arcebispo foi nomeado. As negociações sobre a nova Concordata entre o Reino e a Santa Sé foram conduzidas pelo Ministro da Justiça Iugoslavo Ljudevit Auer e pelo Cardeal Eugenio Pacelli (que mais tarde se tornaria o Papa Pio XII). A concordata foi assinada em 1935, mas nunca foi oficialmente ratificada por causa de uma crise política na Iugoslávia (1936–1937).

## Organização territorial

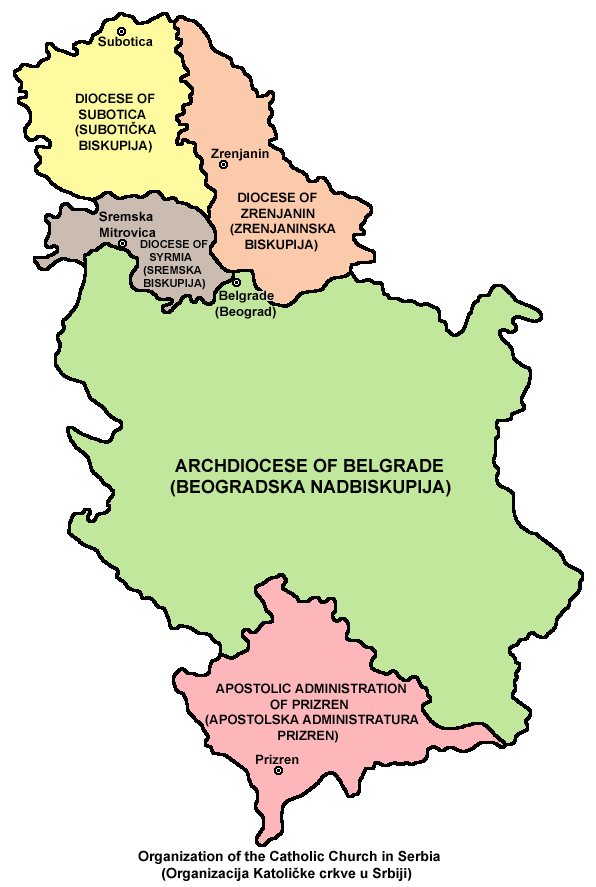
Mapa da organização da Igreja Católica na Sérvia
Arquidiocese de Belgrado
Diocese de Subotica
Diocese de Zrenjanin
Diocese de Syrmia
Administração Apostólica de Prizren

Dentro da Sérvia, a hierarquia católica do rito latino consiste em uma arquidiocese, três dioceses e uma administração apostólica.
| Arquidiocese e dioceses                                                        | (Arce)bispo       | Fund. | Catedral                                                         | Site |
| ------------------------------------------------------------------------------ | ----------------- | ----- | ---------------------------------------------------------------- | ---- |
| Arquidiocese de Belgrado (Beogradska nadbiskupija)                             | Stanislav Hočevar | 1914  | Catedral da Bem-Aventurada Virgem Maria Cocatedral do Cristo Rei |      |
| Diocese de Subotica (Subotička biskupija)                                      | János Pénzes      | 1923  | Catedral de Santa Teresa d'Ávila                                 |      |
| Diocese de Zrenjanin (Zrenjaninska biskupija)                                  | László Nemet      | 1923  | Catedral de São João Nepomuceno                                  |      |
| Diocese de Syrmia (Srijemska biskupija)                                        | Đuro Gašparović   | 2008  | Catedral Basílica de São Demétrio                                |      |
| Administração Apostólica de Prizren-Pristina (Prizrensko–Prištinska biskupija) | Dodë Gjergji      | 2000  | Catedral de Nossa Senhora do Perpétuo Socorro (Prizren)          |      |

Além disso, o Exarcado do Apostólico Bizantino da Sérvia e Montenegro foi estabelecido em 2002 para católicos orientais do rito bizantino na Sérvia e Montenegro. Em 2013, a jurisdição do Exarcado Apostólico foi reduzida apenas à Sérvia.
A Diocese de Syrmia é sufragânea da Arquidiocese de Đakovo-Osijek na Croácia. Kosovo é um território disputado que unilateralmente declarou independência da Sérvia em 2008; desde 2000 está sob o controle da Administração Apostólica de Prizren, que também cobre partes povoadas por albaneses do sul da Sérvia.

## Estatísticas
|                  | Censo 1921 | Censo 1921 | Censo 1991 | Censo 1991 | Censo 2002 | Censo 2002 | Censo 2011 | Censo 2011 |
| Number           | %          | Número     | %          | Número     | %          | Número     | %          |            |
| ---------------- | ---------- | ---------- | ---------- | ---------- | ---------- | ---------- | ---------- | ---------- |
| Católicos        | 751.429    | 17,16      | 496.226    | 6,4        | 410.976    | 5,48       | 356.957    | 4,97       |
| Total population | 4.378.595  | 100        | 7.759.571  | 100        | 7.498.001  | 100        | 7.186.862  | 100        |

## Conferência Episcopal Internacional dos Santos Cirilo e Metódio
A Conferência Episcopal Internacional dos Santos Cirilo e Metódio é a Conferência Episcopal Católica Internacional que inclui a Sérvia, Kosovo, Montenegro e Macedônia do Norte. Os membros permanentes são os bispos católicos e os arcebispos dos quatro países. Dois bispos são autorizados (Exarcado Apostólico) para os distritos jurisdicionais do rito bizantino. A partir de 2012, o Presidente da Conferência é o arcebispo de Bar, Zef Gashi. A conferência é membro do Conselho de Conferências Episcopais da Europa.

## Nunciatura Apostólica
A nunciatura apostólica na Iugoslávia foi estabelecida em 1920. No final da Segunda Guerra Mundial, as relações diplomáticas foram interrompidas, para serem retomadas em 14 de agosto de 1970. Em 2003 foi assumido o nome de nunciatura apostólica na Sérvia e Montenegro. Em 19 de junho de 2006 a atual nunciatura apostólica na Sérvia foi estabelecida.